# 1502年
| 千纪： | 2千纪 |
| 世纪： | 15世纪 \| 16世纪 \| 17世纪                                                                                 |
| 年代： | 1470年代 \| 1480年代 \| 1490年代 \| 1500年代 \| 1510年代 \| 1520年代 \| 1530年代                           |
| 年份： | 1497年 \| 1498年 \| 1499年 \| 1500年 \| 1501年 \| 1502年 \| 1503年 \| 1504年 \| 1505年 \| 1506年 \| 1507年 |
| 纪年： | 壬戌年（狗年）；明弘治十五年；越南景統五年；日本文龜二年                                                   |

## 大事记
- 达·伽马率领20艘军舰征服卡里卡特。
- 金帐汗国彻底崩塌，克里米亚成为金帐汗继承人。
- 阿茲特克帝國蒙特蘇馬二世登基。
- 達文西開始創作《蒙娜麗莎》，歷時四年完成。
- 烏爾諾公國被切薩雷·波吉亞短暫佔領至1503年。
- 費拉拉公爵埃爾科萊一世·埃斯特的長子阿方索一世·德·埃斯特迎娶羅馬教宗亞歷山大六世的私生女盧克雷齊亞·波吉亞。
- 5月9日——哥倫布從加的斯展開第四次，也是最後一次遠航。
- 6月15日——哥倫布發現馬丁尼克島。

## 各国领袖

### 非洲
- 埃塞俄比亚 - 纳奥德，埃塞俄比亚皇帝，1494年－1508年
  - 阿达利苏丹国 - 穆罕默德·伊本·爱资哈尔丁，阿达利苏丹国苏丹，1488年－1518年
- 刚果王国 - 若昂一世，刚果国王，1470年－1509年
- 桑海帝国 - 阿斯基亚·穆罕默德一世，桑海帝国国王，1493年－1528年

### 美洲
- 阿兹台克帝国 - 阿维特佐特尔，阿兹台克国王，1486年－1502年
- 特克斯科科 - 内扎瓦尔皮利，特克斯科科国王，1472年－1515年
- 印加帝国 - 瓦伊纳·卡帕克，印加国王，1493年－1527年

### 亞洲
- 中國（明朝）- 明孝宗朱祐樘，明朝皇帝，1487年－1505年
- 朝鮮（朝鮮王朝）- 燕山君李隆，1494年－1506年
- 日本
  1. 后柏原天皇，日本天皇，1500年－1526年

  - 將軍 (足利) - 足利義澄，1494年－1508年

### 歐洲
- 安道爾
  - Pere de Cardona, 烏赫爾主教 1472年﹣1515年
  - 納瓦拉的凱瑟琳, 納瓦拉女王, 富瓦女伯爵 1483年﹣1516年
- 阿拉貢王國 - 天主教徒的斐迪南二世和瓦倫西亞國王, 巴塞隆納伯爵 1479年﹣1516年
- 卡斯蒂利亞 - 伊莎貝拉一世 1474年﹣1504年
- 卡爾馬聯合 - 漢斯, 卡爾馬聯合國王 1481年﹣1513年
- 英格蘭王國 - 亨利七世 1485年﹣1509年
- 法蘭西王國 - 路易十二 1498年﹣1515年
- 神聖羅馬帝國 - 馬克西米連一世 (神聖羅馬帝國), 神聖羅馬帝國皇帝和奧地利君主 1493年﹣1519年

## 出生
- 若昂三世，又譯約翰三世，（1502年6月6日－1557年6月11日），葡萄牙和阿爾加爾維國王

## 逝世
- 奧伊佐特，阿茲特克特諾奇提特蘭的第8位統治者、第5位阿茲特克帝國君主。